# نشانه بلومبرگ
نشانه بلومبرگ (Blumberg's sign) که به آن تندرنس بازگشتی (rebound tenderness) یا نشانه شچتکین-بلومبرگ (Shchetkin–Blumberg's sign) نیز گفته می‌شود، یک نشانه بالینی است که در آن به جای زمان اعمال فشار به شکم، در هنگام برداشتن فشار، درد به وجود می‌آید. از دومی صرفاً به عنوان تندرنس (حساسیت به لمس) شکم یاد می‌شود. تندرنس بازگشتی نشان‌دهنده پریتونیت است. این نام به افتخار جراح آلمانی یاکوب موریتس بلومبرگ گذاشته شده‌است.

## روش
دیواره شکم به آرامی فشرده می‌شود و سپس به سرعت آزاد شود. مثبت شدن تندرنس بازگشتی با وجود درد در هنگام برداشتن فشار از دیواره شکم نشان داده می‌شود.

## اهمیت بالینی
این علامت نشان دهنده تحریک صفاق جداری با کشش یا حرکت است. علامت مثبت بلومبرگ نشان دهنده پریتونیت است، که می‌تواند در بیماری‌هایی مانند آپاندیسیت رخ دهد. ممکن است در کولیت اولسراتیو نیز در ربع تحتانی راست شکم (RLQ) رخ دهد.
با این حال، در سال‌های اخیر ارزش تندرنس برگشتی مورد تردید قرار گرفته‌است، زیرا ممکن است هیچ ارزش تشخیصی فراتر از مشاهده اینکه بیمار تندرنس شدید دارد، اضافه نکند. استفاده از آن توسط برخی دیگر از دانشمندان پشتیبانی شده‌است.